# Halictus latisignatus
Halictus latisignatus är en biart som beskrevs av Cameron 1908. Halictus latisignatus ingår i släktet bandbin, och familjen vägbin. Inga underarter finns listade i Catalogue of Life.